# Championnat de Belgique féminin de football 2000-2001
 (novembre 2024).
Si vous disposez d'ouvrages ou d'articles de référence ou si vous connaissez des sites web de qualité traitant du thème abordé ici, merci de compléter l'article en donnant les références utiles à sa vérifiabilité et en les liant à la section « Notes et références ».
Navigation
Saison précédente Saison suivante
Le championnat de Belgique féminin de football 2000-2001 est la 30e édition du championnat de première division belge de football féminin. Il se dispute lors de la saison 2000-2001.
Ce championnat est disputé par quatorze équipes. Il est remporté par le KSC Eendracht Alost dont c'est le 4e titre et le 3e consécutif. Le KSC Eendracht Alost termine le championnat sans aucune défaite et établit avec 76 points dans un championnat octroyant 3 points pour une victoire.

## Classement
| Rang | Équipe                   | Pts | J  | G  | N | P  | Bp  | Bc  | Diff |
| ---- | ------------------------ | --- | -- | -- | - | -- | --- | --- | ---- |
| 1    | KSC Eendracht Alost      | 76  | 26 | 25 | 1 | 0  | 141 | 19  | +122 |
| 2    | KFC Rapide Wezemaal      | 58  | 26 | 18 | 4 | 4  | 88  | 25  | +63  |
| 3    | RSC Anderlecht           | 51  | 26 | 16 | 3 | 7  | 80  | 39  | +41  |
| 4    | Eva's Kumtich            | 50  | 26 | 16 | 2 | 8  | 79  | 34  | +45  |
| 5    | Standard Fémina de Liège | 49  | 26 | 14 | 7 | 5  | 67  | 31  | +36  |
| 6    | SK Alost                 | 48  | 26 | 15 | 3 | 8  | 81  | 50  | +31  |
| 7    | Oud-Heverlee Louvain     | 43  | 26 | 13 | 4 | 9  | 46  | 32  | +14  |
| 8    | Sinaai Girls             | 42  | 26 | 12 | 6 | 8  | 56  | 44  | +12  |
| 9    | DVC Kuurne               | 31  | 26 | 8  | 7 | 11 | 43  | 63  | -20  |
| 10   | KFC Lentezon Beerse      | 29  | 26 | 8  | 5 | 13 | 52  | 75  | -23  |
| 11   | Stade Braine             | 13  | 26 | 4  | 1 | 21 | 21  | 124 | -103 |
| 12   | Miecroob Veltem          | 13  | 26 | 3  | 4 | 19 | 15  | 72  | -57  |
| 13   | DVK Haacht               | 12  | 26 | 3  | 3 | 20 | 33  | 97  | -64  |
| 14   | Ladies Willebroek        | 6   | 26 | 2  | 0 | 24 | 19  | 116 | -97  |